# تمرحنة شائعة
تمرحنة شائعة أو ياسمين أو نوار أبيض أو باسم أو ياسمون أو ياسر، نوار أبيض، فغو (الاسم العلمي: Ligustrum vulgare) هي نوع من النباتات تتبع جنس التمرحنة من الفصيلة الزيتونية.

## معرض صور

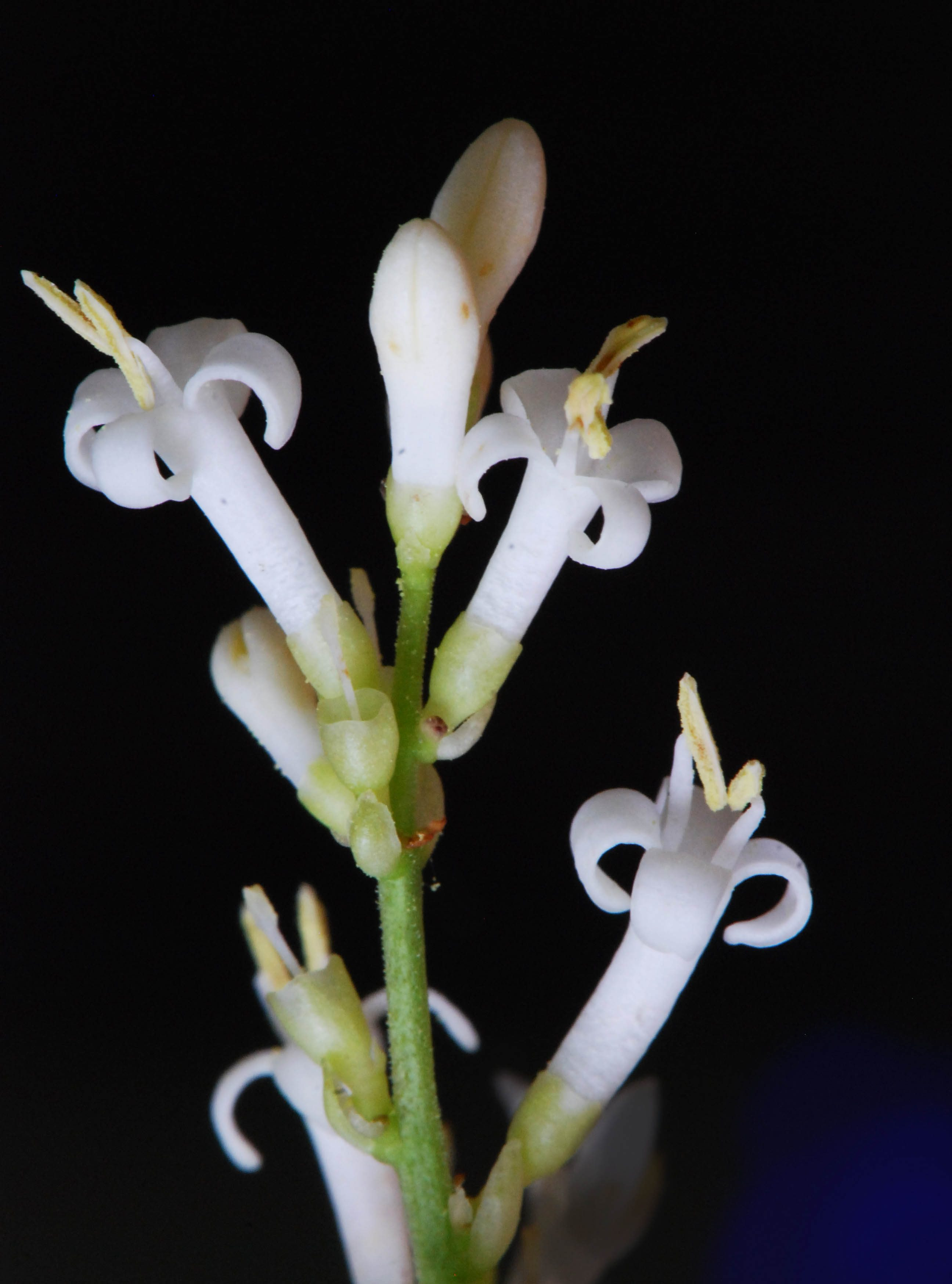
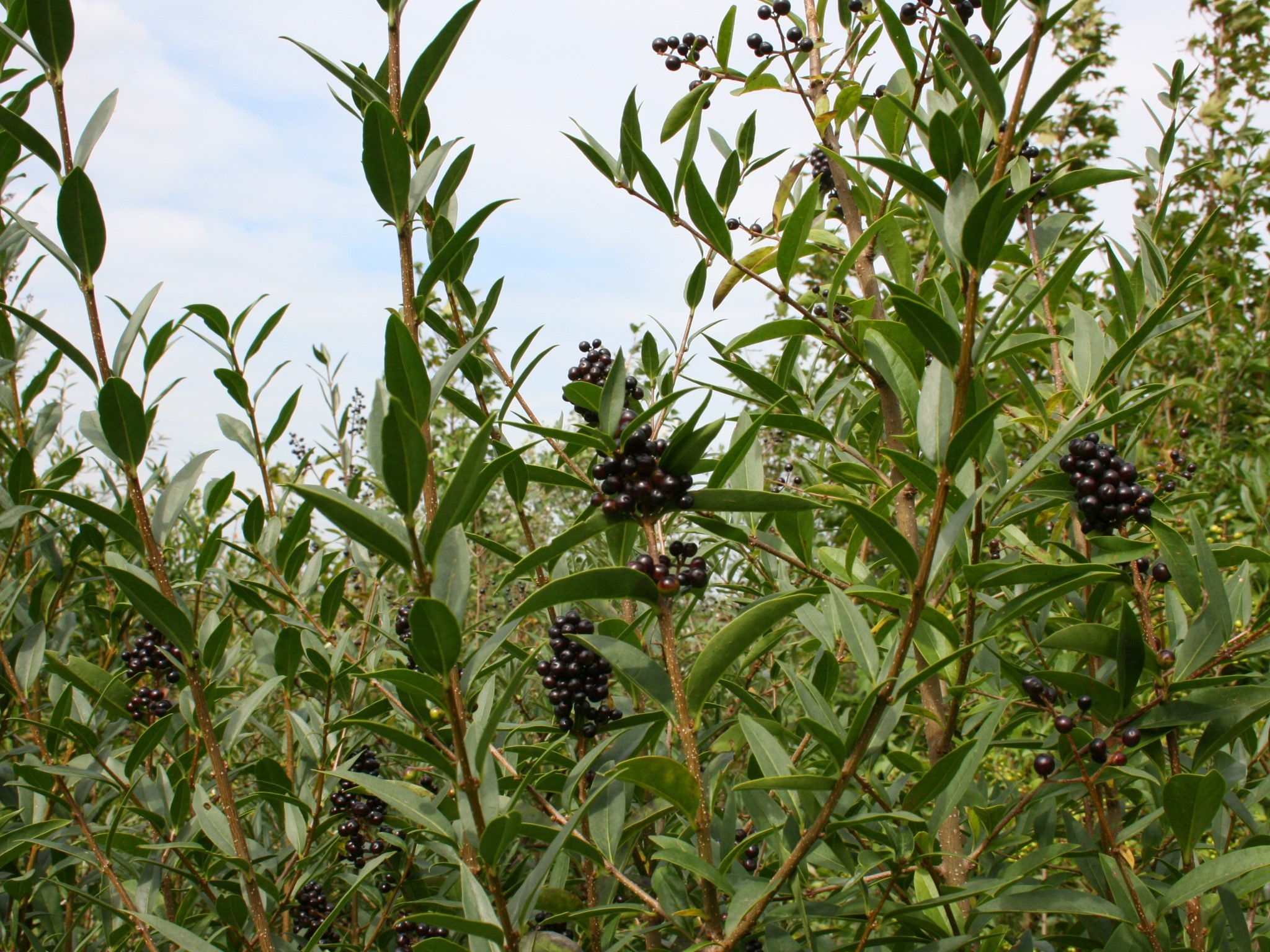
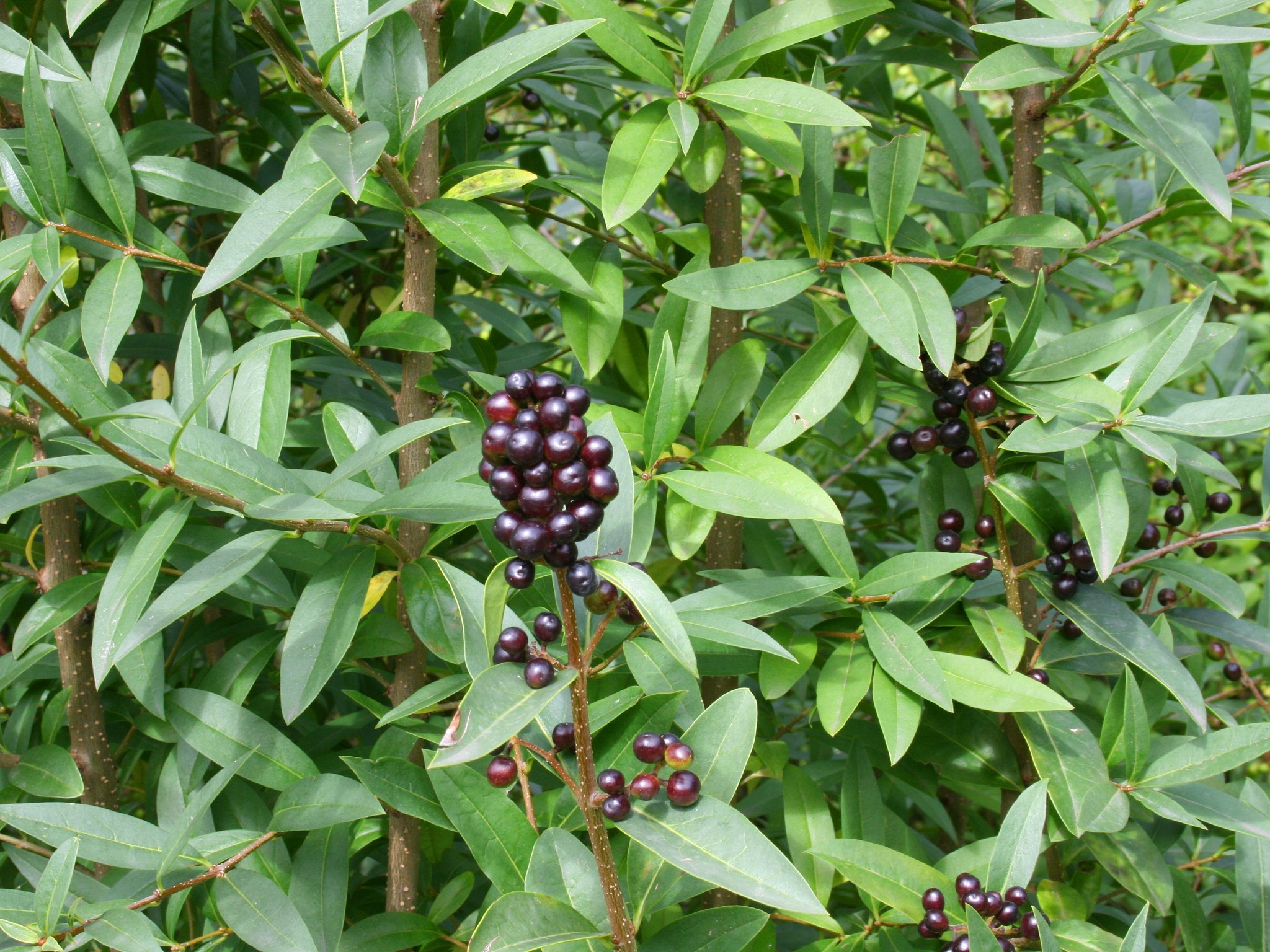
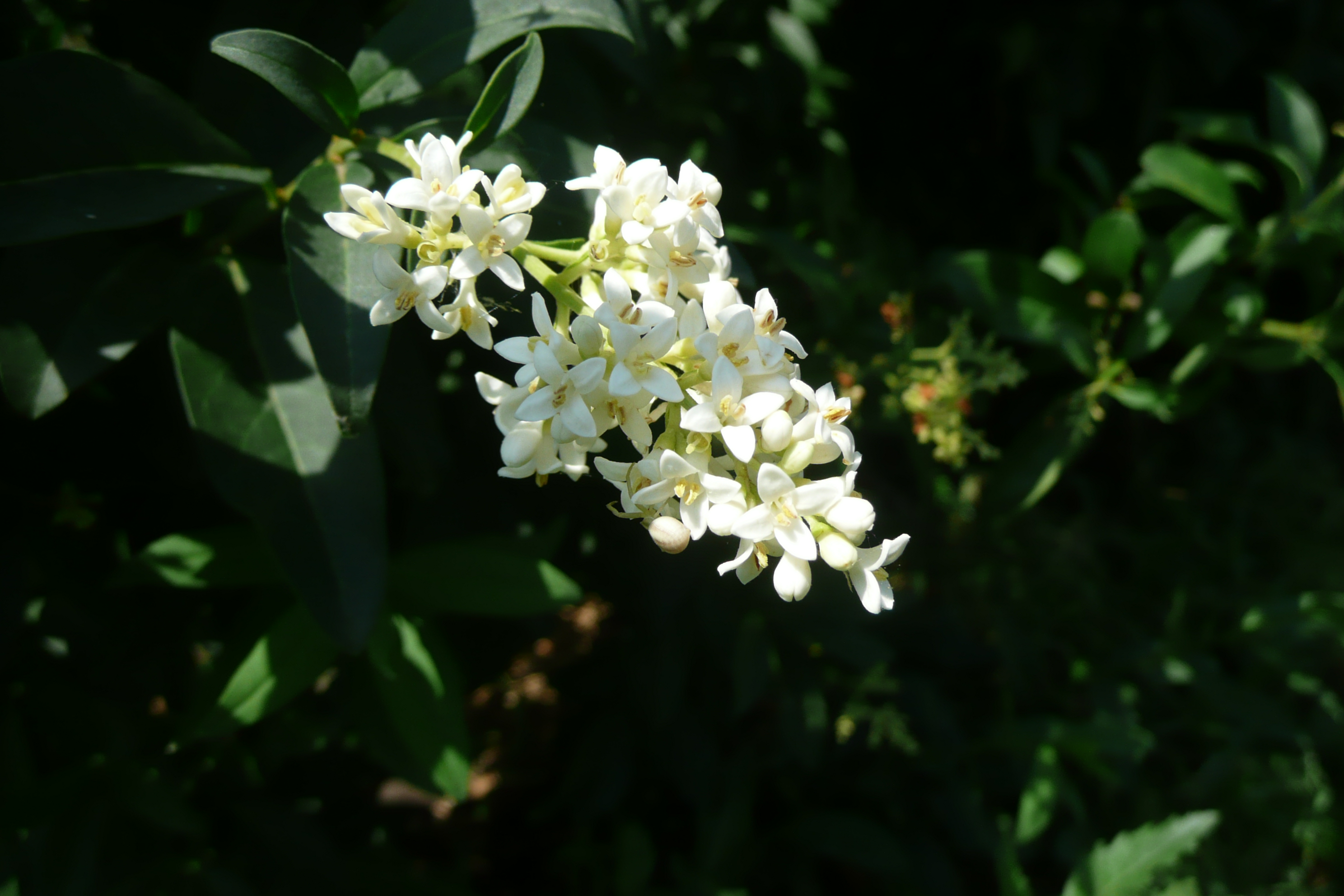
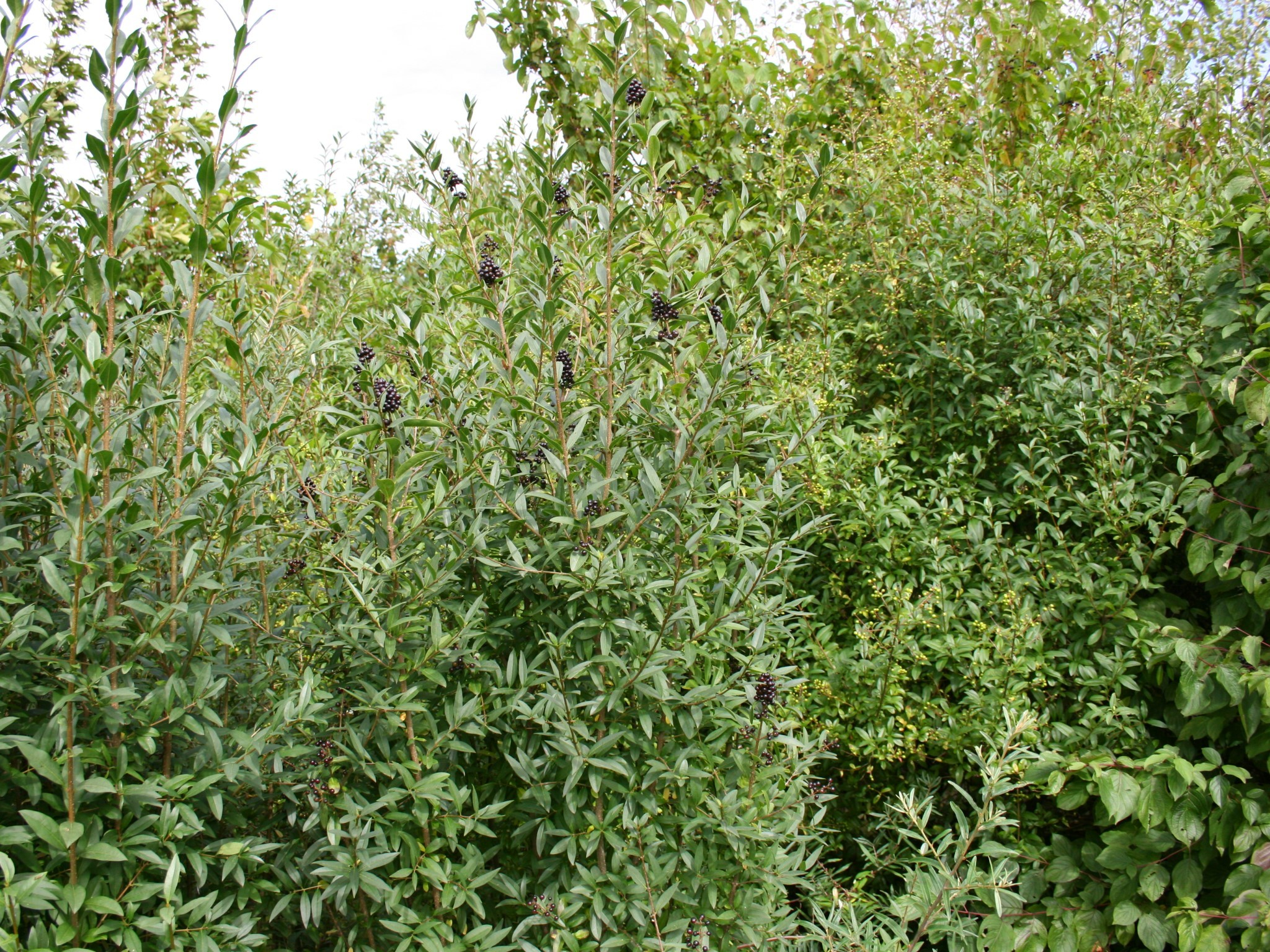